# Internationale Verträge und Standards für Gefangene
Internationale Verträge und Standards für Gefangene schützen die Rechte von Insassen von Gefängnissen.
Die Grundrechte von Gefangenen sind durch internationales Recht geschützt, darunter
- die Europäische Menschenrechtskonvention (1950) und
- die Europäische Konvention zur Verhütung von Folter (1987).

Darüber hinaus gibt es zahlreiche Standards und Empfehlungen auf internationaler und europäischer Ebene. Dazu zählen
- die Basic Principles for the Treatment of Prisoners der UN-Generalversammlung (1990),
- die Body of Principles for the Protection of All Persons under Any Form of Detention or Imprisonment der UN-Generalversammlung (1988),
- die Mindestgrundsätze der Vereinten Nationen für die Behandlung der Gefangenen (Nelson-Mandela-Regeln) (2015),
- die Europäischen Strafvollzugsgrundsätze des Europarates (1973) und
- der Internationale Pakt über bürgerliche und politische Rechte (2019).

Die Einhaltung der Menschenrechte wird zum einen durch inländische und ausländische Gerichte überwacht. In Deutschland können Gefangene nach Ausschöpfung aller Rechtsmittel nach §§ 109 ff. StVollzG die Verfassungsbeschwerde beim Bundesverfassungsgericht einlegen und im Falle der Ablehnung die Menschenrechtsbeschwerde beim Europäischen Gerichtshof für Menschenrechte.
Ferner gibt es nationale Kommissionen – in Deutschland etwa die Nationale Stelle zur Verhütung von Folter – und internationale Kommissionen, darunter das European Committee for the Prevention of Torture.